# Giacomo Doria
Pour les articles homonymes, voir Doria.
Le marquis Giacomo Doria (né le 1er novembre 1840 à La Spezia, en Ligurie et mort le 19 septembre 1913 à Borzoli, aujourd'hui quartier de Gênes) est un naturaliste italien du XIXe siècle qui fut également sénateur de la XVIIe législature du royaume d'Italie.

## Biographie
Giacomo Doria naît au sein d'une famille de la grande aristocratie italienne qui donna d'illustres amiraux à Gênes et plusieurs cardinaux à Rome. Son père Giorgio Doria est comte de Montaldeo; sa mère est née marquise Teresa Durazzo. Il grandit au palais Doria de Gênes et manifeste dans sa jeunesse un grand intérêt pour l'histoire naturelle qu'il découvre grâce à son précepteur, le botaniste Ferdinando Rosellini (1817-1873), puis grâce au père Armand David (1826-1900), pas encore célèbre pour ses explorations de la Chine et du Tibet, mais à l'époque professeur de sciences naturelles au collège des Missions de Gênes. Plus tard, il fait connaissance du géologue Giovanni Capellini (1833-1922), relation de sa famille, avec qui il entreprend plusieurs expéditions en Ligurie orientale. Il découvre ainsi le premier un coléoptère cavernicole d'Italie en 1858, dénommé depuis Anophthalmus doriae par Léon Fairmaire.
Il rassemble aussi une collection de mollusques issus de la baie de La Spezia. Il se tourne vers la botanique et fait partie des premiers botanistes cofondateurs de l'herbier cryptogamique italien. Par la suite, son intérêt pour la zoologie devient prévalent. Il fait également la connaissance de Luigi De Negri, taxidermiste à l'université de Gênes et spécialiste des questions de la pêche.
Giacomo Doria fait partie d'une expédition scientifico-diplomatique envoyée en Perse en 1862 à la requête du ministre M. Cerruti. Il est accompagné de ses amis Filippo De Filippi (1814-1867) et Michele Lessona (1823-1894). Ils partent le 21 avril 1862 de Gênes en direction de Constantinople, continuent vers Trébizonde et Poti et enfin continuent à terre par le Caucase, l'Arménie et le Kurdistan avant d'arriver à Téhéran. Une fois la mission diplomatique accomplie, le jeune marquis continue son voyage seul dans les régions méridionales jusqu'au détroit d'Ormuz. Il y recueille quantité d'insectes. Il retourne à Gênes en novembre 1863.
Quelques mois plus tard, Giacomo Doria est nommé docteur agrégé à la faculté des sciences de l'université de Gênes. Il fait alors la connaissance à Bologne du jeune Odoardo Beccari tout aussi enthousiaste que lui et avec lequel il se lie d'amitié jusqu'à la fin de sa vie. Ils décident de partir pour Bornéo à la suite de James Brooke.
C'est ainsi qu'ils embarquent de Suez le 19 avril 1865 en direction d'Aden et de Malacca. Ils atteignent Singapour à la fin mai. Ils arrivent au Sarawak le 19 juin 1865 dont ils font leur base pour explorer Bornéo. Il en rapporte quantité de spécimens botaniques, zoologiques (mollusques, papillons, insectes, reptiles, oiseaux et mammifères variés) et explore le fleuve Baram et le nord-ouest de l'île. Il est obligé de rentrer à cause d'une épidémie de malaria en janvier 1866. Il arrive à Gênes à la fin mars 1866. Se pose alors la question de la conservation de sa collection dont il fait don à la ville de Gênes. C'est ainsi qu'est décidé de la fondation d'un muséum d'histoire naturelle pour l'accueillir ainsi que celle du prince Odon de Savoie (1846-1866) et celle du géologue Lorenzo Pareto (1800-1865).
Il devient donc le fondateur et le premier directeur du Museo civico di storia naturale de Gênes, ouvert au public le 24 avril 1867 et qui porte aujourd'hui son nom. Il le dirige pendant quarante ans. À partir de 1870, le musée publie des annales qui gagnent rapidement leur réputation auprès des savants italiens et étrangers. Le marquis Doria devient membre étranger de la Zoological Society of London en 1875 et membre-correspondant de l'Académie des Lyncéens en 1878.
Il part en 1877 avec le professeur Arturo Issel (1842-1922) et l'entomologiste Raffaello Gestro (1845-1936) à bord de La Violante, commandée par Enrico Alberto D'Albertis pour une croisière en Méditerranée, afin d'en explorer la faune et la flore. Il épouse à son retour en 1878 une cousine, la marquise Laura Durazzo.
Il effectue en 1879-1880 un second voyage avec Odoardo Beccardi à bord de l'aviso Esploratore où ils explorent la baie d'Assab en mer Rouge et la Tunisie. Le marquis en rapporte une collection importante d'insectes. Il retourne en Tunisie en 1881.
Le marquis Doria préside la Société géographique italienne de 1891 à 1900 et donne l'impulsion à des explorations en Afrique, notamment à celles de Vittorio Bottego. La Société a toujours soutenu des explorateurs dans d'autres régions du monde, comme celles menées par Lamberto Loria, Leonardo Fea, le marquis Antinori ou le prince Ruspoli, et celles de Luigi Maria D'Albertis en Nouvelle-Guinée, et demeure donc fidèle à sa vocation.
Il est maire de Gênes entre le 16 mars et le 7 juillet 1891.
À la fin du siècle, il s'installe à Rome et fait de longs séjours de villégiature à l'île de Giglio où il travaille à ses collections et à sa documentation faunistique et floristique. Il quitte Rome en 1901 pour s'installer à sa villa de Borzoli aux portes de Gênes et suivre les travaux du musée d'histoire naturelle (celui-ci est transféré après sa mort dans l'édifice actuel qui est plus vaste). Il meurt à Borzoli en 1913 et il est enterré au cimetière monumental de Staglieno.
Une rue de sa ville natale porte son nom. Sa correspondance extrêmement riche avec les savants naturalistes du monde entier est conservée aux archives du musée d'histoire naturelle de Gênes. Dans le domaine de l'herpétologie, le marquis Doria étudia nombre d'amphibiens et de reptiles et découvrit de nouvelles espèces souvent décrites avec Wilhelm Peters.

## Hommages
Son nom a été associé aux espèces suivantes :
- Alburnus doriae De Filippi, 1865 - un poisson famille des Cyprinidae
- Dendrolagus dorianus Ramsay, 1883 - un marsupial de la famille des Macropodidae
- Limax doriae Bourguignat, 1861 -  un gastéropode de la famille des Limacidae
- Megatriorchis doriae Salvadori & D'Albertis, 1875 - un rapace de la famille des Accipitridae

## Distinctions
- Commandeur de l'ordre des Saints-Maurice-et-Lazare
- Chevalier de l'ordre civil de Savoie
- Commandeur de l'ordre de la Couronne d'Italie